# Morning Glory
«Morning Glory» es una canción de la banda británica de rock Oasis, escrita por Noel Gallagher, la cual fue lanzada en el segundo disco (What's the Story) Morning Glory? en octubre de 1995. Fue sencillo solo para Australia.
Gallagher dice que estaba ebrio en el momento en que escribió esta canción y partes de esta le vinieron a la inspiración mientras caminaba escuchando su walkman ("walking to the sound of my favorite tune"), y aspirando cocaína - "all your dreams are made/ when you're chained to the mirror and the razor blade"-, ya que se usan navajas usualmente para cortar la cocaína en líneas frente a un espejo, para ser luego aspirado. Se dice que la canción habla de la adicción a las drogas en general: "need a little time to wake up/need a little time to rest your mind/you know you should so I guess you might as well".
La línea "Tomorrow never knows what it doesn't know too soon" hace referencia a una canción de The Beatles', "Tomorrow Never Knows".
En 2005, la canción fue utilizada para la banda sonora de la película Goal!, solo que esta fue un remix de la original, donde colaboró el escritor y compositor Dave Sardy. La canción puede ser muy parecida a la original, pero con el detalle que el mismo Noel Gallagher toca la batería para esta. La canción puede encontrarse en el CD de la banda sonora junto con otro remix de la canción "Cast No Shadow", cantada también por el mismo Noel y mezclada por Unkle beachhead.
Según Gallagher, en una entrevista en 2005, la canción fue inspirada de una canción contemporánea llamada "Blue"[cita requerida]. Las letras eran bastante similares.
La canción está incluida en el álbum recopilatorio Stop the Clocks.

## Lista de canciones
CD sencillo (662488 2), Casete (662488 8)

| N.º   | Título                                   | Duración |  |
| 1.    | «Morning Glory»                          | 5:01     |  |
| 2.    | «It's Better People»                     | 3:58     |  |
| 3.    | «Rockin' Chair»                          | 4:35     |  |
| 4.    | «Live Forever» (Live At Glastonbury '95) | 4:40     |  |
| 18:38 |                                          |          |  |

CD promocional (ESK 7302)

| N.º  | Título                          | Duración |  |
| 1.   | «Morning Glory» (Radio Edit)    | 4:13     |  |
| 2.   | «Morning Glory» (Album Version) | 4:58     |  |
| 9:11 |                                 |          |  |

## Personal
- Liam Gallagher - voz líder.
- Noel Gallagher - guitarra líder, coros.
- Paul Arthurs - guitarra rítmica, órgano.
- Paul McGuigan - bajo.
- Alan White - batería.

## Posición en las listas
| Lista (1995)                    | Posiciones |
| ------------------------------- | ---------- |
| Australia ARIA Singles Chart    | 25         |
| Canadian RPM Alternative 30     | 4          |
| US Billboard Modern Rock Tracks | 24         |

- Datos: Q2722230